# Zuppa di cetrioli
La zuppa di cetrioli è un piatto tipico di vari paesi centro-orientali, balcanici, mediorientali, del Subcontinente indiano e del Sud-est asiatico.

## Diffusione
Data la sua notevole diffusione, la zuppa di cetrioli è una preparazione di cui esistono molteplici versioni. Tipicissima in Polonia, dove contiene cetrioli fermentati (in salamoia e aceto) e verdure (zupa ogórkowa) e in Russia, la cui versione ha carne e cereali (rassol'nik), la zuppa di cetrioli è anche consumata fredda in estate, come confermano l'okroška, anch'essa preparata in Russia e il chłodnik ogórkowy lituano; esistono anche preparazioni analoghe che combinano i cetrioli con lo yogurt, quali il celebre tarator bulgaro, il cacık (tzatziki) turco e il raita indiano. La zuppa con i cetrioli è una preparazione che vanta una certa diffusione anche nel Sud-Est asiatico, dove può contenere, a seconda dei casi, il brodo di pollo, il latte di cocco, la salsa di soia e l'aceto di riso.